# Танайка (приток Овсянки)
Тана́йка — малая река в Городокском районе Витебской области Белоруссии. Правый приток реки Овсянка.
Вытекает из озера Танай. Исток находится в северо-западной части водоёма, его высота над уровнем моря составляет 165,7 м. Течёт по местами заболоченной лесистой местности в западном направлении. Впадает в Овсянку с правой стороны между деревнями Привалье и Веречье.
Длина русла составляет 2 км.